# Patrick Murphy (Politiker, 1973)

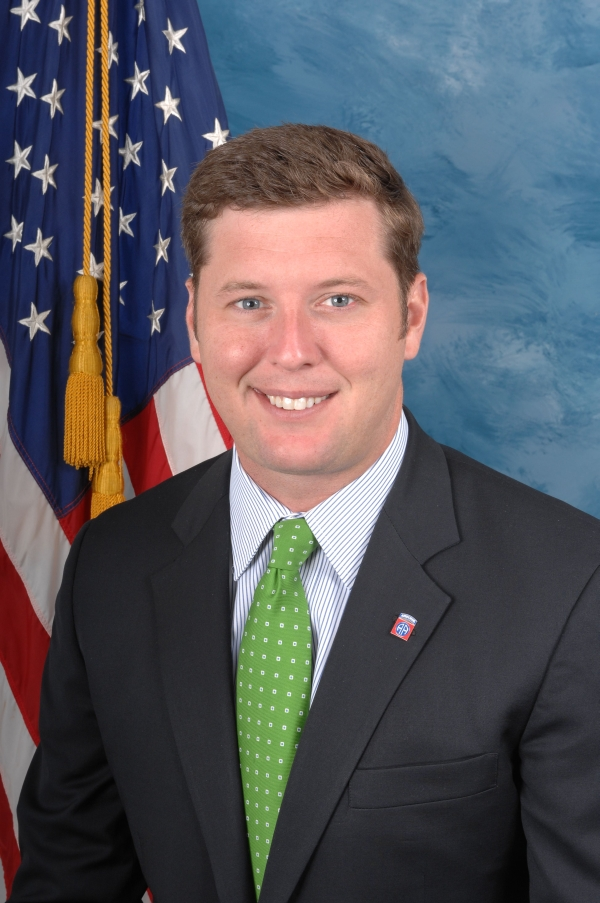
Patrick Murphy (2009)

Patrick Joseph Murphy (* 19. Oktober 1973 in Philadelphia, Pennsylvania) ist ein US-amerikanischer Politiker. Zwischen 2007 und 2011 vertrat er den Bundesstaat Pennsylvania im US-Repräsentantenhaus.

## Werdegang
Patrick Murphy besuchte unter anderem bis 1991 das Bucks County Community College in Newtown und danach das King’s College in Wilkes-Barre. Danach wurde er Kadett im Ausbildungsprogramm der US Army, deren Reserve er nach seinem Abschluss angehörte. Nach einem anschließenden Jurastudium und Zulassung als Rechtsanwalt begann er in seinem neuen Beruf zu arbeiten. Seit dem Jahr 2000 war er aktiv in der Armee. Er hielt Vorlesungen an verschiedenen Militärschulen, darunter auch die United States Military Academy in West Point. Nach den Terroranschlägen am 11. September 2001 meldete er sich freiwillig zum Auslandseinsatz in der Rechtsabteilung der Armee. Dabei war er zunächst in Bosnien und dann im Irak stationiert. Er bekleidete den Rang eines Hauptmanns. Im Jahr 2004 beendete er seine Militärzeit in Fort Bragg (North Carolina).
Politisch schloss sich Murphy der Demokratischen Partei an. Bei den Kongresswahlen des Jahres 2006 wurde er im achten Wahlbezirk von Pennsylvania in das US-Repräsentantenhaus in Washington, D.C. gewählt, wo er am 3. Januar 2007 die Nachfolge des Republikaners Mike Fitzpatrick antrat, den er bei der Wahl geschlagen hatte. Nach einer Wiederwahl konnte er bis zum 3. Januar 2011 zwei Legislaturperioden im Kongress absolvieren. Er saß im Bewilligungsausschuss und im Ausschuss für die Nachrichtendienste sowie in insgesamt sechs Unterausschüssen. Bei den Kongresswahlen des Jahres 2010 unterlag Murphy seinem Amtsvorgänger Fitzpatrick. 2012 bewarb er sich um das Amt des Attorney General von Pennsylvania, verlor aber in der demokratischen Primary gegen die spätere Siegerin der eigentlichen Wahl, Kathleen Kane.
Seit dem Ende seiner Zeit im US-Repräsentantenhaus arbeitet Patrick Murphy als Rechtsanwalt bei der in Philadelphia ansässigen Kanzlei Fox Rothschild. Außerdem hält er gelegentliche Vorlesungen an der Widener University School of Law.